# Estação Primavera–Interlagos
A Estação Primavera–Interlagos é uma estação ferroviária pertencente à Linha 9–Esmeralda, operada pela ViaMobilidade. Está localizada no município de São Paulo, no distrito de Cidade Dutra. A estação foi construída pela CPTM para atender as regiões do Jardim Primavera e Interlagos.
Em 20 de abril de 2021, foi concedida para o consórcio ViaMobilidade, composto pelas empresas CCR (atual Motiva) e RUASinvest, com a concessão para operar a linha por trinta anos. O contrato de concessão foi assinado e a transferência da linha foi realizada em 27 de janeiro de 2022.

## Tabela
| Sigla | Estação              | Inauguração         | Integração               | Plataforma | Posição     | Notas                        |
| ----- | -------------------- | ------------------- | ------------------------ | ---------- | ----------- | ---------------------------- |
| INT   | Primavera–Interlagos | 21 de abril de 2008 | Bilhete Único da SPTrans | Central    | Semielevada | Estação construída pela CPTM |